# Rosalynn Carter
Rosalynn Carter (n. 18 august 1927, Plains⁠(d), Georgia, SUA – d. 19 noiembrie 2023, Plains⁠(d), Georgia, SUA) a fost o scriitoare și activistă americană, care a fost Prima Doamnă a Statelor Unite între 1977 și 1981, în calitate de soție a președintelui Jimmy Carter. De-a lungul deceniilor sale de serviciu în slujba comunităților, ea a fost poate cel mai bine cunoscută pentru că a fost o susținătoare de frunte a drepturilor femeilor și pentru sănătatea mintală.
Carter s-a născut și a crescut în Plains, Georgia, a absolvit cu cea mai mare medie (valedictorian) liceul Plains High School și, la scurt timp după aceea, a urmat Georgia Southwestern College, universitate pe care a absolvit-o în 1946. Ea a fost atrasă pentru prima dată de viitorul ei soț, originar tot din Plains, după ce a văzut o poză cu el în uniforma Academiei Navale a Statelor Unite și s-au căsătorit în 1946. Carter și-a ajutat soțul să câștige funcția de guvernator al Georgiei în 1970 și a decis să-și concentreze atenția în domeniul sănătății mintale când era Prima Doamnă a acestui stat SUA. Ea a făcut campanie pentru soțul ei în timpul încercării sale încununate de succes de a deveni președinte al Statelor Unite de la alegerile din 1976, învingându-l pe președintele republican titular Gerald Ford.
Carter a fost activă din punct de vedere politic în timpul președinției soțului ei, deși ea declarase că nu avea intenția de a fi o primă doamnă tradițională. În timpul mandatului său, Carter a susținut politicile publice ale soțului ei și a fost alături în viața socială și personală a acestuia. Pentru a rămâne pe deplin informată, ea a participat la ședințele Cabinetului, la invitația Președintelui. Carter și-a reprezentat de asemenea soțul la întâlniri cu lideri locali și străini, inclusiv ca emisar în America Latină în 1977. Președintele a considerat-o un partener egal. Ea a făcut campanie pentru realegerea soțului său la alegerile din 1980, pe care acesta le-a pierdut în favoarea republicanului Ronald Reagan.
După ce a părăsit Casa Albă în 1981, Carter a continuat să pledeze pentru sănătatea mintală și pentru alte cauze și a scris mai multe cărți. Ea și soțul ei au contribuit la extinderea organizației nonprofit pentru locuințe Habitat for Humanity. Carter a fost a doua cea mai longevivă Primă Doamnă după Bess Truman și a fost Prima Doamnă cu cea mai îndelungată căsnicie. Ea și soțul ei au primit Medalia Prezidențială pentru Libertate în 1999. A murit pe 19 noiembrie 2023, la două zile după ce se anunțase că fusese internată într-un azil.